# Мочульня
Мочу́льня — село в Україні, в Коростенському районі Житомирської області. Входить до складу Овруцької міської громади. Населення становить 159 осіб.

## Історія
У 1906 році село Покалівської волості Овруцького повіту Волинської губернії. Відстань від повітового міста 7 верст, від волості 10. Дворів 9, мешканців 77.